# Marcel Dlask
Marcel Dlask (* 25. února 1974) je český politik a manažer, od dubna 2024 poslanec Poslanecké sněmovny PČR, od roku 2022 zastupitel města Chvaletice, člen hnutí SPD.

## Život
Působil jako ředitel Pozemkového úřadu v Mostě a Chomutově, od března 2011 do ledna 2015 zastával post ředitele akciové společnosti Dopravní podnik měst Mostu a Litvínova. Od srpna 2017 pracoval jako správní ředitel Elektrárny Chvaletice.
Marcel Dlask žije ve městě Chvaletice na Pardubicku. Je ženatý.

## Politické působení
V komunálních volbách v roce 2022 byl z pozice člena hnutí SPD a lídra kandidátky zvolen zastupitelem města Chvaletice.
Ve volbách do Poslanecké sněmovny PČR v roce 2021 kandidoval jako člen hnutí SPD na 2. místě kandidátky tohoto subjektu v Pardubickém kraji. Zvolen nebyl, skončil však v pozici prvního náhradníka. V dubnu 2024 však zemřel jeho stranický kolega Jaroslav Bašta a Dlask jej ve funkci poslance nahradil.
Ve volbách do Evropského parlamentu v červnu 2024 neúspěšně kandidoval jako člen hnutí SPD na 12. místě kandidátky koalice „SPD a Trikolora“.
Ve sněmovních volbách v roce 2025 kandiduje na 3. místě kandidátní listiny hnutí SPD v Pardubickém kraji.